# كاونترتينور

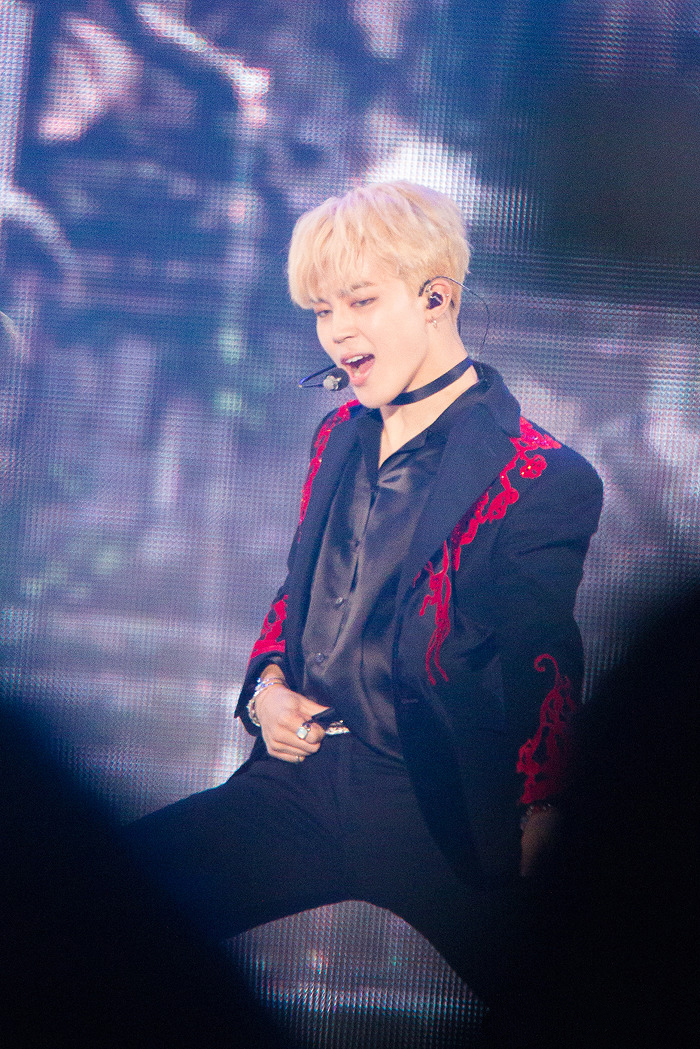
كاونترتينور

كاونترتينور (بالإنجليزية: countertenor) هو نوع من الأصوات الغنائية الرجالية، وهو صوت رجولي يعتبر أعلى من المجال الوسطي. يصنف صوت الكاونترتينور بأنه يحتل مجالاً يشبه الكونترالتو أو الميزو-سوبرانو. يقع هذا النوع في السلم الصوتي بين طبقات اصوات الرجال و طبقات اصوات النساء. يستخدم الكاونترتينور صوتاً عالي الطبقة بصورة مصطنعة (بالإيطالية: falsetto). يستعمل عادة في الموسيقى الكورالية للأصوات الرجالية. في الأدوار الاوبرالية يغنون بدلاً من المطربين ((castrato)) - (المطربين المخصيين الذين كانوا يعملون في القرنين 17 و 18)، وفي موسيقى الكنائس الكورالية، كانت تستخدم بدلاً من النساء. تتألف معظم الأدوار الاوبرالية في القرنين 17 و 18 في عصر الباروك الأوروبي. اليوم، يتم استخدام الكاونترتينور بسبب أصواتهم الفريدة الجميلة.

## انتشارها
- تعتبر أندر طبقة صوتية للرجال إذ يمتلكها نسبة لا تتعدى 7 بالمئة من الذكور فقط
- الساحرة، من الأوبرا ديدو وإينياس (بالإنجليزية: Dido and Aeneas) عن المؤلف بورسيل.

Dido and Aeneas
- زركسيس، من الأوبرا ((سرسه))(بالإيطالية: Serse) عن المؤلف هاندل.

Serse

## مميزاتها و مساوئها
- يستطيع صاحبها غناء نوتات عالية
- مهتزة و غير ثابتة

## من يملك هذه الخامة من الأصوات
- يعتبر جيمين عضو فرقة بي تي أس احد اشهر المطربين الذين يتمتعون بهذه الخامة إذ يمتلك جيمين القدرة على غناء نفس طبقة الصوت سواء كان يخرج صوته من الصدر، الرأس الفالسيتو ، أو الصوت المختلط و تعطيه هذه القدرة التنوع في صوته والقدرة على نقل مشاعر مختلفة بينما يكون في أوج غنائهجيمين كاونترتينور

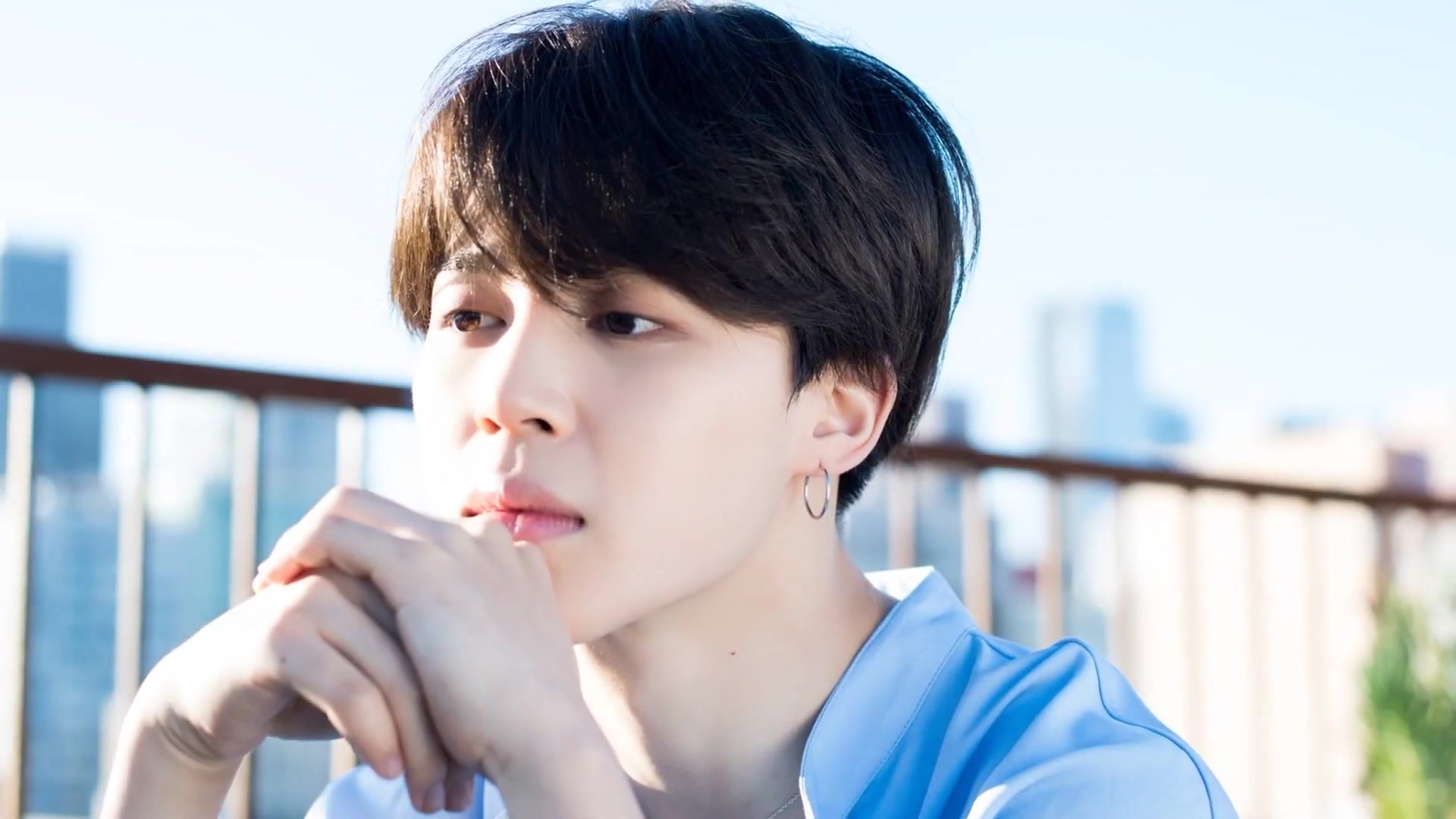
جيمين كاونترتينور